# Tetsuo Hara
Tetsuo Hara (japonès: 原哲夫)  (Shibuya, 2 de setembre de 1961) és un mangaka famós per dibuixar el manga Hokuto no Ken (sovint conegut com El puny de l'estel del nord), escrit per Buronson. També va fer els dissenys de personatges per al videojoc de Capcom Saturday Night Slam Masters.
Abans de publicar Hokuto no Ken, el seu manga més cèlebre, havia treballat en una sèrie anomenada Tetsu no Don Kihote (鉄のドンキホーテ), sobre motocròs, que no va tenir èxit i fou aviat clausurada. Malgrat tot, l'autor va aprofitar el disseny dels personatges per a il·lustrar Hokuto no Ken. Per a Kenshirō, el protagonista de l'obra, l'autor es va inspirar en el protagonista de pel·lícules com Fúria oriental i Enter the Dragon, a més de Sylvester Stallone.

## Obres
- Mad Fighter.
- Tetsu no Don Quixote (1983, 2 volums)
- Hokuto no Ken (de 1983 a 1988, 27 volums, escrit per Buronson)
- Cyber Blue (1988, 4 volums, escrit per Ryuichi Mitsui)
- Hana no Keiji (1990, 18 volums, escrit per Keichiro Ryu)
- Kagemusha Tokugawa Ieyasu (1994, 6 volums, escrit per Sho Aikawa).
- Takaki Ryūsei (1995, 1 volum)
- Sakon (1997, 6 volums, escrit per Keiichiro Ryu i Shingo Nihashi).
- Hydra.
- Nakabō Rintarō.
- Aterui II.
- Sōten no Ken (de 2001 fins ara, 14 volums (en producció), escrit per Buronson).
- Bonolon.